# Drosophila peninsularis
Drosophila peninsularis är en tvåvingeart som beskrevs av Patterson och Wheeler 1942. Drosophila peninsularis ingår i släktet Drosophila och familjen daggflugor.
Artens utbredningsområde är Västindien och delstaten Florida i USA.